# Дім молитви

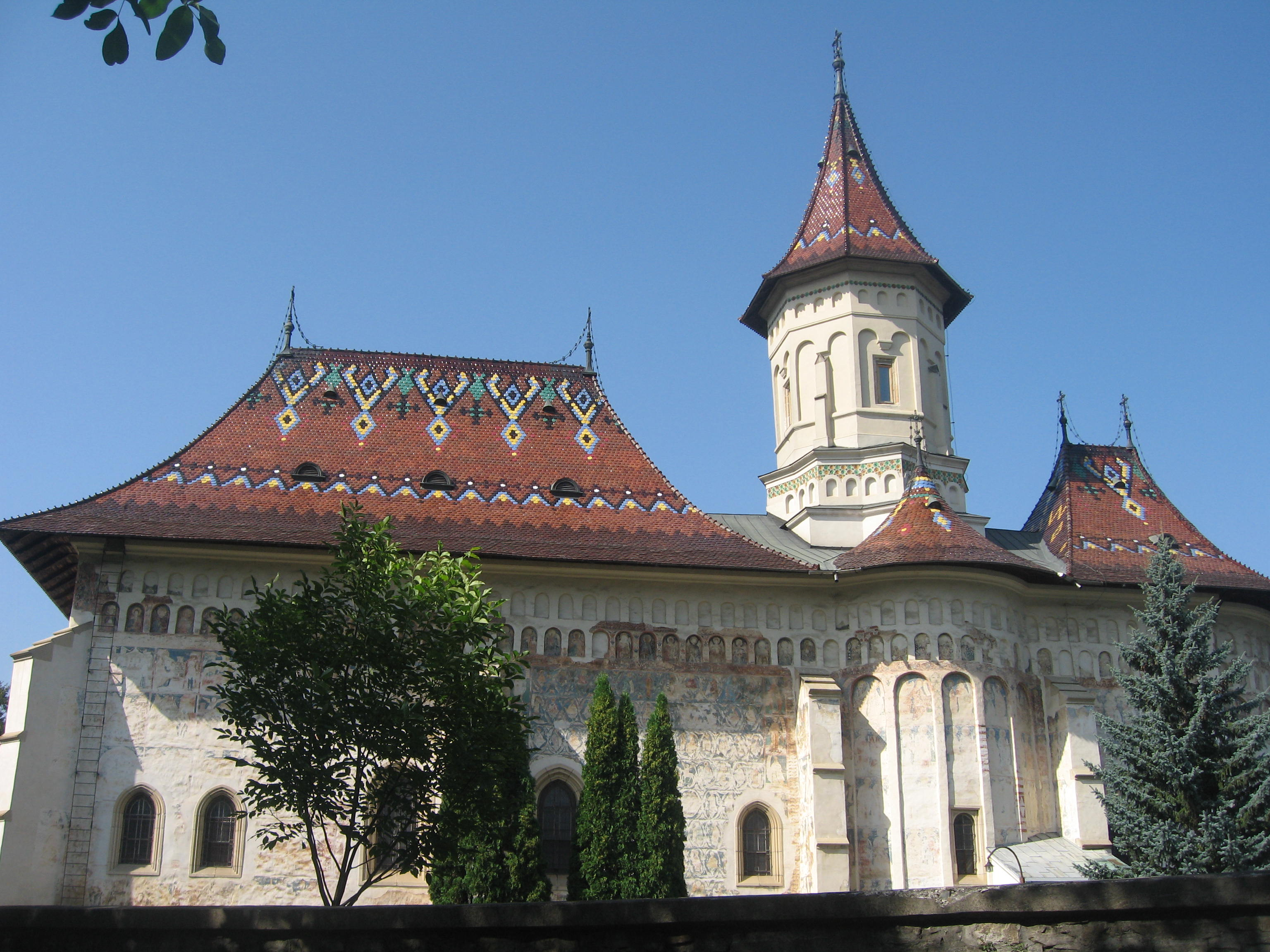
Кірха в Сучаві, Румунія

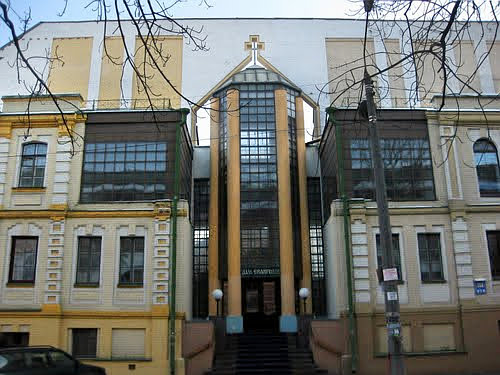
Центральна церква євангельських християн-баптистів «Дім Євангелія» м. Київ

Дім молитви, або Молитовний будинок — назва богослужбової (культової) споруди (храму) у євангельських християн (баптистів, п'ятидесятників), адвентистів сьомого дня і деяких інших протестантських деномінацій в Україні. В теперішній час в такому ж значенні використовується термін «церква» або «церковна будівля».

## Походження
Назва «дім молитви» взята з Біблії, де воно відноситься до Єрусалимського храму. Ще в часи Старого Заповіту Ісая писав, що дім божий буде відкритий для всіх народів: «…бо дім Мій назветься домом молитви для всіх народів» (Іс. 56:7).
|                                                                   | Бо так говорить Господь: «Скопцям, що шануватимуть мої суботи, що зважаться на те, що мені довподоби, будуть міцно держатися мого союзу, я дам їм у моїм домі і в моїх мурах пам’ятник та ім’я, краще від синів та доньок; я дам їм ім’я вічне, що не загине. Чужинців, що приступлять до Господа, щоб йому служити та ім’я Господа любити і бути його слугами, усіх, що пильнують суботу, щоб не сквернилася, та міцно тримаються мого союзу, я приведу на мою святу гору і звеселю їх у моїм домі молитви; всепалення їхні та жертви їхні будуть мені любі на моїм жертовнику, бо дім мій буде названий домом молитви для всіх народів. |
| — Ісая 56:4-7 (Хоменко), https://ugcc.ua/library/bible/isaiah/#56 | |

Ці слова за свідченням Синоптичних Євангелій, Ісус цитував при очищенні Храму від торговців (Мк. 11:17, Мф. 21:13), що є відомим та популярним сюжетом християнського мистецтва.
Слово «храм» запозичено українською мовою з церковнослов'янської, в якій воно мало значення «будинок, будівля, житло, дім». Відповідне давньоруське слово з повноголоссям, що й досі збереглося в українській мові — це «хором(и)». У зв'язку з тим, що слово «храм» у значенні «дім» вживалося здебільшого у релігійних текстах, воно набуло значення «Божий дім, церква, храм». У церковнослов'янській Біблії в значенні «святиня» (стосовно Єрусалимського Храму) переважно використовується слово «церква» (від грецького κυριακόν — те, що належить Господеві), тоді як «храм» вживається у значенні «будинок» (єврейською בֵּית, грецькою οἶκος).

## Кількість та архітектура
В Україні за станом на березень 2017 року налічується більше 7000 храмів та молитовних будинків різних протестантських і євангельських конфесій. Всі ці будови наділені своїми неповторними особливостями. Деякі з них мають історію в кілька століть, пережили війну, стихійні лиха, пожежі і залишилися не тільки архітектурними пам'ятками, а й діючими будинками молитви. За своєю архітектурою Дома молитви бувають різними: від пристосованих житлових будинків і нежитлових будівель до спеціально призначених культових споруд з виразною архітектурою в залежності конфесійних традицій, кількісний та майновий стан відповідних громад, а також приміщення у стилі модерну. Реформація привнесла у релігійну практику простоту та практичність, щодо молитовних будівель, - наголос змістився у бік функціональності. Проблема співвідношення естетичних намагань та функціональної практичності, використання християнської символіки в сакральній архітектурі протестантів України актуальні і сьогодні. Короткий стильової аналіз протестантської архітектури періоду трьох хвиль протестантизму в Україні та тезисна ретроспектива стильового становлення і розвитку християнської храмової архітектури з часу періоду катакомб до виникнення протестантської архітектури представлена у 2016 році мистецькознавцем І.А. Гуцулом.  
У будинку молитви зазвичай є:
- зал для проведення богослужінь, різноманітних зібрань
- бібліотека
- кімната для проведення нарад служителів церкви

Також в домі молитви можуть бути (в залежності від необхідності, побажань церкви і розмірів будови):
- баптистерія
- класи для занять недільної (суботньої) школи
- кімнати для занять і зборів різних груп прихожан
- їдальня і кухня
- кімната для гостей (вітальня)
- квартира служителя церкви
- санвузол
- лавка християнської літератури
- кімната матері і дитини
- приміщення для оренди християнськими місіями та організаціями.

Ряд євангельських деномінацій розробив типові проекти молитовних будинків. 
Так, наприклад, християнська церква «Маранафа» (Бразилія) має завод з виробництва збірних молитовних будинків.

## Інше
Міжнародний Дім молитви (англ. The International House of Prayer, IHOP-KC) — це харизматична християнська церква, яка розташована в Канзас-Сіті, штат Міссурі. Була заснована 7 травня 1999 року Майклом Біклєм і 20 ходатаямиhttp://russian.ihop.org/[недоступне посилання з квітня 2019]. МДМ відома «Молитовною кімнатою» (англ. The Prayer Room), в якій вже понад 10 років триває прославлення і поклоніння в режимі 24/7.

## Дивись також
Вигнання торговців з храму
Баптистерій